# Benediktinklostret och helige Johannes Döparen och helige Antonius kyrka
Benediktinklostret och helige Johannes Döparen och helige Antonius kyrka (kroatiska: Samostan Benediktinki i crkva svetog Ivana Krstitelja i svetog Antuna Opata) är ett kulturminnesmärkt romersk-katolskt benedektinkloster och klosterkyrka i staden Hvar på ön Hvar i Kroatien. Nunneklostret etablerades år 1664 och är inhyst i ett byggnadskomplex som tillkom sedan en byggnad från år 1485, ursprungligen den kroatiske 1400-tals poeten Hanibal Lucićs familjehem, sammanbyggts med klosterkyrkan och intilliggande byggnader. Klosterkomplexet är beläget i stadsdelen Groda strax norr om Sankt Stefans torg i centrala Hvar.

## Historik
Sedan år 1534 hade Hvars kommunfullmäktige med uppmuntran från lokala donatorer pläderat för etableringen av ett kloster i Hvar. År 1591 lät Julija Lucić, änka efter poeten Hanibal Lucićs son Antun Lucić, testamentera bort egendom i stadsdelen Groda för just detta ändamål. Klostrets grundande förverkligades år 1664 då två nunnor anlände till Hvar från ön Pag.
Utöver dess andliga karaktär och arbete har klostret under århundraden av sin existens gjort sig känt för tillverkning av agavespets (se spetstillverkning i Kroatien). Handarbetet finns sedan år 2009 upptaget på Unescos lista över mänsklighetens immateriella kulturarv.